# Phase
Phase (англ. Фаза) — рок-группа, сформированная в 2003 году в городе Ларисса, Греция. На данный момент Phase базируются в Англии, в городе Ньюкасл-апон-Тайн. Выпустила два альбома и дважды фигурировала в чартах Billboard, а также на одной из станций радио BBC.

## История
Phase была основана в 2003 году музыкантом Таносом Григориу. После некоторых изменений в составе группы Phase выпустили свой первый студийный альбом «In Consequence» в феврале 2010 при участии Дункана Паттерсона, бас-гитариста британской рок-группы Anathema. «Perdition» — первый сингл альбома «In Consequence» — стал частью кампании Microsoft Playlist 7.
В январе 2011 года Phase выступили в Сирии. Phase — первая интернациональная рок-группа (после Gorillaz), которая выступила в Дамаске. В июне 2012 года группа дебютировала в чарте Billboard ‘Прорыв недели’ под номером #12. 1 августа 2013 года был ознаменован для группы релизом сингла «Amethyst», который занял первое место самых популярных треках на last.fm в течение первой недели после релиза сингла. 9 ноября 2013 года группа Phase снова появляется в Billboard в «Uncharted» на 42 месте. В этом же году группа в полном составе переезжает в Ньюкасл.
В апреле 2014 группа выпустила альбом «The Wait». Дизайн альбома выполнил Алексис Марку. В августе 2014 года трек «Point of View» из альбома «The Wait» был проигран на радио-шоу Тома Робинсона на радиостанции BBC 6. В феврале 2016 года солист группы Танос Григориу организовал сбор средств для Syria Relief.

## Дискография

### Студийные альбомы
- In Consequence (2010)
- The Wait (2014)

### Синглы
- Perdition (2009)
- Amethyst (2013)
- Point of view (2014)

## Участники
- Танос Григориу - Автор песен, Вокал, Гитара
- Дамианос Хархаридис - Бас-гитара, Клавишные
- Василис Льяпис - Гитара, Клавишные
- Адам Шиндлер - Ударные

### Бывшие
- Мариос Папакостас - ударные, перкуссия

### Концертные
- Фардин Эсфандиари - клавишные, гитара